# Antonio Calpe
Antonio Calpe (Valencia, 4 febbraio 1940 – 7 aprile 2021) è stato un calciatore spagnolo, di ruolo difensore.

## Palmarès

### Competizioni nazionali
- Campionato spagnolo: 3

Real Madrid: 1966-1967; 1967-1968; 1968-1969
- Coppa di Spagna: 1

Real Madrid: 1969-1970

### Competizioni internazionali
- Coppa dei Campioni: 1

Real Madrid: 1965-1966